# Dante López Rodríguez
Dante Edgardo López Rodríguez (San Fernando del Valle de Catamarca, 13 de diciembre de 1969) es un arquitecto y político argentino del Partido Justicialista, que se desempeña como diputado nacional por la provincia de Catamarca desde 2019.

## Biografía
Nació en 1969 en San Fernando del Valle de Catamarca. Estudió arquitectura en la Universidad Nacional de Córdoba, egresando en 2005.
Antes de 2019, fue administrador del Instituto Provincial de Vivienda (IPV) de la provincia de Catamarca.
En las elecciones legislativas de 2017, fue el tercer candidato en la lista del Frente Justicialista para la Victoria (Unidad Ciudadana) a diputado nacional por Catamarca, detrás de Gustavo Saadi y Silvana Ginocchio. La lista recibió el 47,84% de los votos, lo suficiente para que Saadi y Ginocchio fueran elegidos, pero no lo suficiente para que López Rodríguez superara el recorte del sistema D'Hondt. Tras las elecciones generales de 2019, Saadi fue elegido intendente de la ciudad de San Fernando del Valle de Catamarca y López Rodríguez lo reemplazó en la banca. Prestó juramento el 10 de diciembre de 2019, formando parte del bloque del Frente de Todos.
Es secretario de la comisión de Obras Públicas e integra como vocal las comisiones de Vivienda y Urbanismo; de Minería; de Energía y Combustibles; de Economía; y de Ciencia y Tecnología e Innovación Productiva. Votó a favor del proyecto de ley de interrupción voluntaria del embarazo de 2020 que fue aprobado por la Cámara. Durante la legislatura de 2020, fue señalado como uno de los dos miembros de la cámara baja que no pronunció ni una palabra en las sesiones, junto a Nelly Daldovo de Santiago del Estero.
Antes de las elecciones primarias de 2021, fue confirmado como uno de los candidatos a reelección en la lista del Frente de Todos en Catamarca, como el segundo candidato en la lista.

## Labor parlamentaria
Durante la presidencia de Milei votó a favor del RIGI  contemplado dentro de la polémica ley de bases, el mismo Régimen de Grandes Inversiones afecta competencias propias de las provincias en materia tributaria. En este sentido, entre los incentivos se encuentran la rebaja del impuesto a las ganancias del 35% al 25%, la cancelación del IVA con certificados de crédito fiscal, la exención de cualquier otro impuesto provincial o municipal, excención del derecho de exportación; entre otros beneficios impositivos que dejan nulos las leyes vigentes de todas las jurisdicciones.
El proyecto considera grandes inversiones en el margen entre los US$200 millones y US$900 millones, cifra en las que oscilan todos los proyectos litíferos que han invertido en los últimos años en Catamarca. .